# Navestabro
Navestabro är en by, tillika före detta järnvägshållplats i Ramsta socken i Uppsala kommun, Uppland.
Byn består av enfamiljshus samt bondgårdar och är belägen vid länsväg C 594. 

## Navestabro järnvägsstation
Navestabro nummer 215 var en station längs Uppsala-Enköpings Järnväg som öppnades 14 maj 1912 och lades ned 12 maj 1968.